# Lindsaea grandiareolata
Lindsaea grandiareolata là một loài thực vật có mạch trong họ Dennstaedtiaceae. Loài này được (Bonap.) K.U. Kramer miêu tả khoa học đầu tiên năm 1972.